# Ca l'Oller (Martorell)
Ca l'Oller és una obra de Martorell (Baix Llobregat) protegida com a Bé Cultural d'Interès Local.

## Descripció
L'edifici consta de soterrani, planta baixa i dos pisos, amb jardí i un annex a migdia.

## Història
Els Oller, van ser calderers, i es van establir a Martorell l'any 1781, on van exercir aquest ofici, fins a l'any 1843.
Aquesta casa és de finals de la primera meitat del segle xix, i va ser reformada pel seu propietari el 1926. Conserva elements decoratius d'estil neoclàssic a les habitacions de la primera planta, però la nota predominant, és noucentista: porxada, llar de foc, escala de fusta, enteixinats, paviments, vidrieres, plomades. Al jardí hi ha un molí de vent.
La casa és seu de l'Escola Municipal d'Arts Plàstiques.